# Maluti a Phofung
Maluti a Phofung – gmina w Republice Południowej Afryki, w prowincji Wolne Państwo, w dystrykcie Thabo Mofutsanyane. Siedzibą administracyjną gminy jest Phuthaditjhaba.